# Hjertestorme
Hjertestorme er en dansk stumfilm fra 1916, der er instrueret af August Blom efter manuskript af Valdemar Andersen.

## Handling
Fru Wieth har mistet synet som barn, men med lægens indgriben får hun synet igen. Hun bliver som seende tiltrukket af lægen men vender dermed hendes ægtemand ryggen. Lægen og hende bliver gift, men han flirter med andre, hun mister synet igen og bliver desuden kørt over af en bil. I bilen sidder hendes mand og en anden ung dame.

## Medvirkende
- Clara Wieth - Eva Vange
- Robert Schyberg - Ernst Klarskov
- Marie Dinesen - Enkefru Klarskov
- Henry Seemann - Dr. med. Axel Juel, øjenlæge
- Fru Lahaye - Nina von Holtén